# Colotini
Colotini là một tông bướm trong họ Pieridae, phân họ Pierinae.

## Hình ảnh

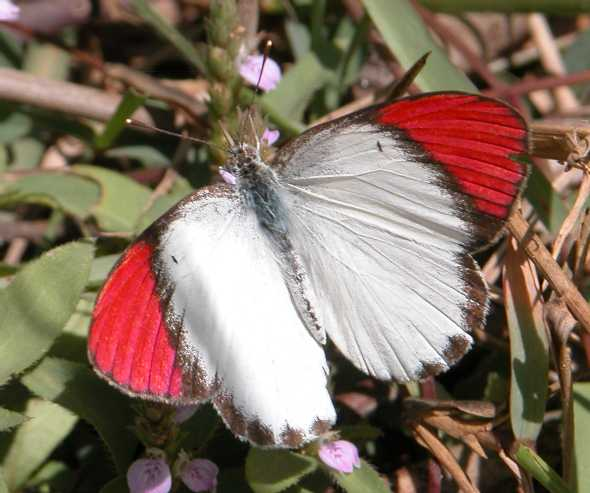
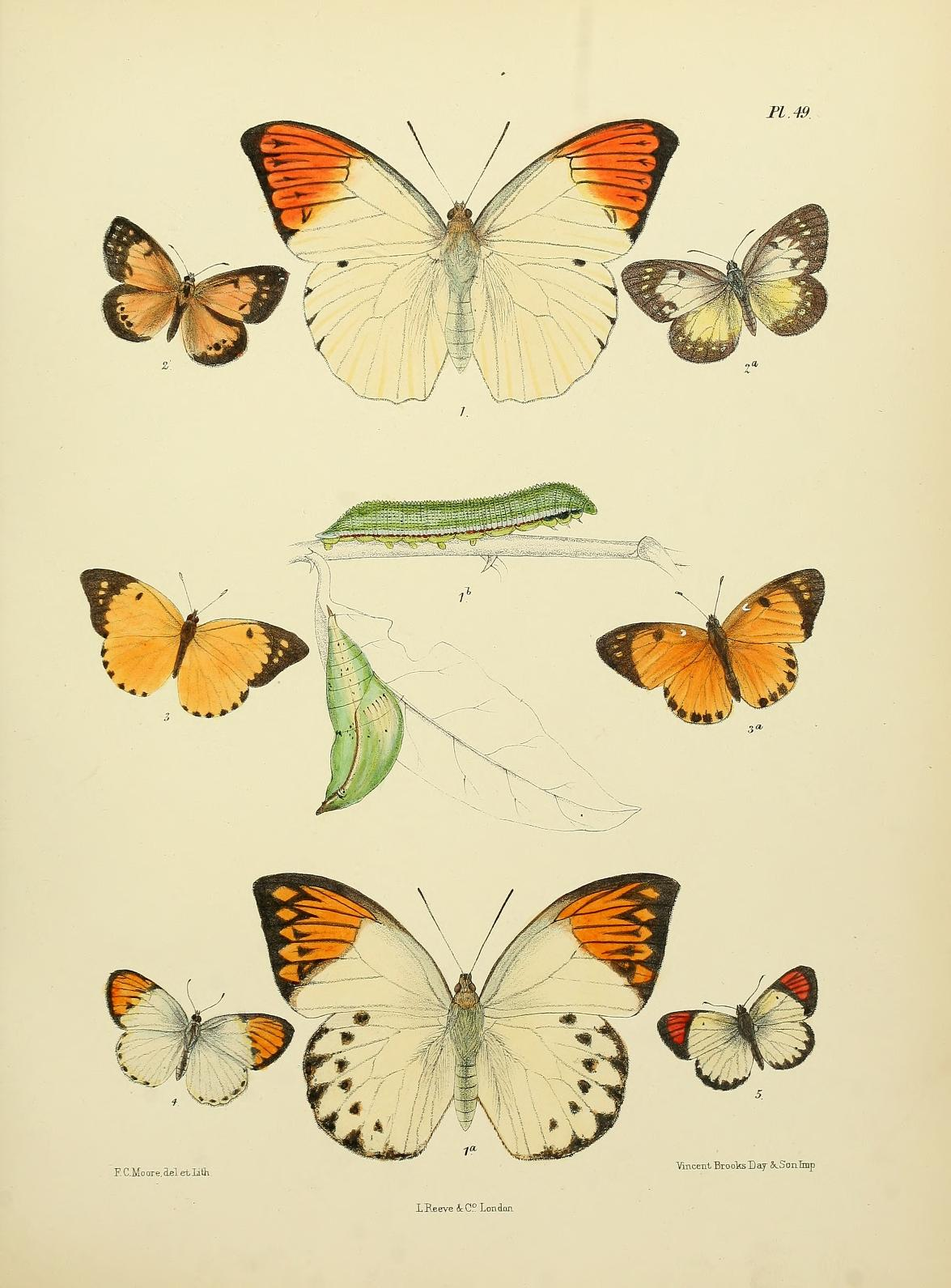